# 高田賢治
高田 賢治（たかだ けんじ、1971年 - ）は、日本の法学者。専門は倒産法。慶應義塾大学大学院法務研究科教授。

## 人物・経歴
大阪府生まれ。1994年大阪市立大学法学部卒業。2000年大阪市立大学大学院法学研究科後期博士課程単位取得退学、北海学園大学法学部講師。2003年関西学院大学法学部専任講師。2004年大阪市立大学法学部助教授、日本民事訴訟法学会理事。2005年ユニヴァーシティ・カレッジ・ロンドン客員研究員。2007年大阪市立大学法学部准教授。2013年大阪市立大学博士（法学）。2014年大阪市立大学法学部教授。2018年慶應義塾大学大学院法務研究科教授。

## 著書
- 高橋眞, 村上幸隆編『中小企業法の理論と実務（第2版）』（2011年・民事法研究会）
- 『破産管財人制度論』（2012年・有斐閣）
- 三木浩一, 山本和彦編『ロースクール倒産法（第3版）』（2014年・有斐閣）